# Robin Goodridge
Robin James Goodridge, född 10 september 1966 i Crawley, Sussex i England, är en brittisk musiker. Goodridge är mest känd som trummis i Bush, Stone Gods samt Spear of Destiny och har tidigare också varit medlem i The Beautiful People.

## Diskografi

### Med Bush
- 1994 – Sixteen Stone
- 1996 – Razorblade Suitcase
- 1999 – The Science of Things
- 2001 – The Golden State
- 2011 – The Sea of Memories

### Med Spear of Destiny
- 2007 – Imperial Prototype